# Diomidís Kyriákos
Diomidís Kyriákos (en grec moderne : Διομηδής Κυριάκος) est un auteur et homme d'État grec, né en 1811 sur l'île de Spetses et mort à Naples le 20 juin 1869. Il est le frère cadet de Ioánnis Kyriákos, vice-amiral de la flotte spetsiote au cours de la guerre d'indépendance grecque.
Il étudie le droit à Pise et à Paris. En 1843, il aide à la rédaction de la constitution grecque, ainsi que celle de 1862. En 1863, il devient ministre de la religion et de l'éducation et entre avril et mai 1863, il devient Premier ministre. Il meurt en Italie en 1869. 